# Marsciano
Marsciano é uma comuna italiana da região da Umbria, província de Perugia, com cerca de 16.150 habitantes. Estende-se por uma área de 161 km², tendo uma densidade populacional de 100 hab/km². Faz fronteira com Collazzone, Deruta, Fratta Todina, Perugia, Piegaro, San Venanzo (TR), Todi.

## Demografia
| Variação demográfica do município entre 1861 e 2011                               |
|                                                                                   |
| Fonte: Istituto Nazionale di Statistica (ISTAT) - Elaboração gráfica da Wikipedia |